# 광의의 계약
넓은 의미의 계약은 '사법상의 일정한 효과'의 발생을 목적으로 하는 2인 이상의 서로 반대방향의 의사표시의 합치에 따라 성립하는 법률행위를 말한다. 따라서 이에는 채권계약(본 문서의 범위이다.), 물권변동(物權變動)의 원인인 물권계약(物權契約), 채권의 이전 그 자체를 목적으로 하는 채권 양도와 같은 준물권 계약(準物權契約) 및 혼인·입양(入養)과 같은 신분의 변동을 목적으로 하는 가족법상의 계약도 이에 속한다.
좁은 의미의 계약은 이 가운데 "채권계약"을 지칭하며 '채권'의 발생을 목적으로 2인 이상의 당사자의 서로 반대 방향의 의사표시의 합치에 따라 성립하는 법률행위를 말한다. 일반적으로 계약이라 하면, 이 채권계약을 의미한다. 채권계약이 계약의 중심을 이루기 때문에 채권계약에 관한 규정은 그 성질이 허용하는 한도에서 넓은 의미의 다른 종류의 계약에도 유추적용된다.
채권계약은 채권 각론의 연구 대상이 된다.